# Красний Яр (Новолялинський міський округ)
Кра́сний Яр (рос. Красный Яр) — селище у складі Новолялинського міського округу Свердловської області.
Населення — 124 особи (2010, 165 у 2002).
Національний склад населення станом на 2002 рік: росіяни — 77 %.